# グランプリ・シクリスト・ド・ケベック2010
グランプリ・シクリスト・ド・ケベック2010(Grand Prix Cycliste de Québec 2010、UPT)は、グランプリ・シクリスト・ド・ケベックの第1回目のレース。2010年9月10日に行われ、残り800m付近からスパートしたトマ・ヴォクレールが初代優勝者の座を射止めた。

## 結果
ケベック・シティ・サーキット：189km(=12.6km ｘ 15周)　
| 順位 | 選手名                           | 国籍       | チーム                           | 時間          |
| ---- | -------------------------------- | ---------- | -------------------------------- | ------------- |
| 1    | トマ・ヴォクレール               | フランス   | Bbox ブイグテレコム              | 4時間35分27秒 |
| 2    | エドヴァルド・ボアソン・ハーゲン | ノルウェー | チーム・スカイ                   | +01秒         |
| 3    | ロベルト・ヘーシンク             | オランダ   | ラボバンク                       | 同            |
| 4    | ライダー・ヘシェダル             | カナダ     | ガーミン・トランジションズ       | 同            |
| 5    | スタッフ・スヘイルリンクス       | ベルギー   | オメガファーマ・ロット           | 同            |
| 6    | アレッサンドロ・バッラン         | イタリア   | BMC・レーシングチーム            | 同            |
| 7    | ファビアン・ヴェークマン         | ドイツ     | チーム・ミルラム                 | 同            |
| 8    | マキシム・モンフォール           | ベルギー   | チーム・HTC - コロンビア         | 同            |
| 9    | フランチェスコ・レダ             | イタリア   | クイックステップ                 | 同            |
| 10   | ダミアーノ・クネゴ               | イタリア   | ランプレ＝ファルネーゼ・ヴィーニ | 同            |
| 29   | 新城幸也                         | 日本       | Bbox ブイグテレコム              | +29秒         |